# SYU (プロレスラー)
SYU（シュウ、1977年8月30日 - ）は、日本のプロレスラー。本名：和田 秀作（わだ しゅうさく）。

## 経歴
- アニマル浜口トレーニングジムでトレーニングを積む。
- 2000年2月、大阪プロレスで和田秀作として対星川尚浩戦でデビュー。
- 2001年、リングネームをシュウに改名。
- 2002年、目の負傷から網膜剥離に近い状態となり、失明の恐れもあることから引退。
- 2005年10月15日、リングネームをSYUに改名して、びっくりプロレス岸和田市総合体育館大会で高井憲吾とタッグを組んで対柏大五郎&橘隆志組戦で再デビュー。

## 得意技
ポルノロック
ポルノエルボー

## タイトル歴
- 大阪プロレスバトルロイヤル王座

## 入場曲
- Attention（Dragon Ash）